# Chaetodipterus
Chaetodipterus es un género de peces actinopeterigios marinos, distribuidos por aguas del océano Atlántico y este del océano Pacífico.

## Especies
Existen tres especies reconocidas en este género:
- Chaetodipterus faber (Broussonet, 1782)
- Chaetodipterus lippei Steindachner, 1895
- Chaetodipterus zonatus (Girard, 1858)